# Египтянин (фильм)
«Египтянин» (англ. The Egyptian) — американский кинофильм (1954), снятый по мотивам романа Мики Валтари «Синухе, египтянин».

## В ролях
- Эдмунд Пардом — Синухет
- Питер Устинов — Капта
- Джин Симмонс — Мерит
- Бэлла Дарви — Нефер
- Виктор Мэтьюр — Хоремхеб
- Майкл Уайлдинг — Эхнатон
- Анитра Стивенс — Нефертити
- Джин Тирни — Бакетатон
- Генри Дэниелл — Мекере
- Томми Реттиг — Тот

## Сюжет
«Я начал жизнь один. И так же её и закончу», — говорит постаревший герой о себе в начале фильма, прежде чем раскрыть зрителю историю своей жизни.
От нежеланных детей в Фивах избавлялись, укладывая их в тростниковые лодчонки и отправляя плыть по Нилу. Одну такую лодочку нашла пара бедных жителей, которые и вырастили найденного мальчика как своего сына. Его приёмным отцом стал бедняк-лекарь, равному которому по искусству вскрытия черепа в Фивах не было. Однажды во время операции отец сказал сыну: «Смерти не нужно бояться. В нашем ремесле смерть — наш вечный спутник, но на этот раз мы её обманем. Смотри, этот маленький узелок давит на мозг. Когда я его уберу, этот человек сможет ходить, говорить и жить». — «Почему, отец? — задал вопрос десятилетний Синухет, на который с тех пор будет искать ответ всю жизнь. — «Почему? Никто не знает», — ответил ему отец.
Шло время. Синухет поступил в школу жизни и выучился там на лекаря, а также нашёл друга и покровителя в лице Хоремхеба — сына сыровара, мечтавшего воевать во славу Египта. По окончании школы Синухет открыл своё дело — на достаточном удалении от родительского дома, чтобы не перебивать клиентуру у отца. Однако к нему никто не шёл, и он отправился бродить по улицам, пытаясь найти себе пациентов, — а вместо этого нашёл верного слугу — одноглазого Капту, несколько мошеннического вида. По странному стечению обстоятельств в тот же день умер фараон Аменхотеп III.
Вечером Синухет и Хоремхеб запивали в таверне горе последнего — того не взяли в дворцовую стражу. Разгорячившись, Хоремхеб предложил поехать в пустыню охотиться на львов, не менее разгоряченный Синухет поддержал товарища, несмотря на то, что Мерит (девушка, работавшая в таверне) и Капта отговаривали его, ни разу на охоте не бывавшего. В пустыне друзья наткнулись на истово молившегося солнечному диску человека в белых одеждах — того чуть не загрыз лев, однако Хоремхеб успел застрелить хищника. Не успев поблагодарить спасителей, человек потерял сознание, упав в приступе эпилепсии, и Синухет вставил ему в рот предмет, предохраняющий зубы от повреждений во время конвульсий, назвав приступ «религиозной болезнью» (так в древности называли эпилепсию). Когда Синухет и Хоремхеб попытались уложить его в колесницу, чтобы привезти в город, их схватила подоспевшая стража во главе со жрецами.
Спустя три дня незадачливых друзей призвали к фараону — человеком в пустыне был именно он — Аменхотеп IV Эхнатон. В нарушение всех прежних законов («человек, коснувшийся фараона, должен быть казнён вне зависимости от намерений») Эхнатон не просто помиловал друзей, но и назначил Хоремхеба дворцовым стражником, а Синухета — своим личным лекарем. Правда, последний отказался, сказав, что поклялся лечить только бедняков, однако Эхнатон упросил его являться во дворец по его, Эхнатона, личной просьбе, если кто-то из его домашних заболеет.
Вдовствующая царица Тии, мать Эхнатона, призвала Синухета после аудиенции к себе — якобы для того, чтобы он сказал ей, сколько ей осталось жить. Посетовав на то, что родила фараону женственного сына и мужественную дочь — царевну Бакетатон, она отказалась выполнить рекомендации новоявленного лекаря и отправила его вон.
Праздновать назначения друзья отправились в ту же таверну, а оттуда Хоремхеб позвал Синухета в дом известной вавилонянки Нефер, что означает «Прекрасная». Влюбившийся в красавицу невинный Синухет проводил дни и ночи у неё в доме, умоляя подарить ему совершенство и любовь, однако, вавилонянка играла с ним, требуя разнообразных подарков. Царевна Бакетатон, обеспокоенная «безумием» царского лекаря, уговорила Хоремхеба подстроить так, чтобы Синухет решил, будто Нефер изменила ему с лучшим другом, однако их план провалился, а вавилонянка, добившись того, чтобы Синухет написал ей дарственные на свой дом, на дом родителей и на их гробницу, и отдал ей свои лекарские инструменты, выставила того вон. Потерявший всё и впервые в жизни познавший предательство Синухет пытался утопить Нефер в её собственном бассейне, но вовремя подоспевшие евнухи вышвырнули его за дверь, которая с тех пор закрылась для него навсегда.
Убитый отчаяньем, Синухет отправился в дом родителей, который им более не принадлежал, — и обнаружил там два трупа — хороший врач знает не только способы спасти жизнь, но и способы её отнять: его родители выпили яд, попросив в предсмертном письме Синухета не печалиться об их смерти и помнить, что он был единственной радостью их жизни, посланной им богами. Раздавленный ударами судьбы, египтянин приносит тела родителей в Дом Смерти, где умоляет надсмотрщика взять его на работу, чтобы оплатить таким образом бальзамирование тел, которое должно подарить его родителям загробную жизнь.
Девяносто дней никто в Фивах не знал, где находится Синухет. Когда он пришёл в Долину Царей на западном берегу Нила, какой-то добрый грабитель помог ему закопать тела, даже не украв взамен лопату, а, едва тела были закопаны, к гробницам пришла Мерит, искавшая Синухета, чтобы накормить его и отогреть после холодных трёх месяцев. Она рассказала ему, что дочь фараона заболела и умерла, так как никто не мог найти царского лекаря, и Эхнатон страшно гневается и издал указ, предписывающий казнить Синухета. На рассвете лекарь вместе со своим верным слугой покинул Фивы и начал долгое странствие по Египту и окрестностям, исцеляя людей и завоёвывая славу, почести и богатство. За пределами Египта никто не знал про метод лечения вскрытием черепа, и его стали называть чародеем, — однажды чародей понадобился полководцу хеттов, собиравшему армию для войны против Египта.
Синухет сделал операцию и, получив в награду меч из железа, вернулся в Фивы, дабы показать меч своему старому другу Хоремхебу, который к тому времени стал главнокомандующим египетской армией, и уговорить его начать сражение первым. Хоремхеб был согласен, однако против был фараон — за время отсутствия Синухета в Египте получил распространение культ нового единого бога Атона, который проповедовал Эхнатон, и культ этот предписывал милосердие, смирение и человеколюбие. Эхнатон не только не разрешил выступить своей армии против захватчиков, но и не казнил Синухета и даже извинился перед ним за то, что хотел казнить его.
Египет был раздираем междоусобными войнами. Во дворце зрел заговор. Жрецам не нравились новые порядки единого бога, армии не нравилось миролюбие правителя, единокровной сестре фараона, царевне Бакетатон, не нравилось быть всего лишь царевной. Ключевой фигурой заговора было решено сделать Синухета — тот должен был отравить фараона. Даже сам Эхнатон просил его «подарить ему спокойствие», однако Синухет отказался, мотивировав это тем, что врач должен спасать жизнь, а не отнимать её.
Синухет ушёл в город — найти дом своих родителей и поклониться ему. Неподалёку от дома он увидел, как стайка десятилетних мальчиков напала на своего сверстника и избивала его — за крест анх, который тот носил на шее в знак своего поклонения Атону. Синухет разогнал негодников и с изумлением узнал в выбежавшей на шум матери мальчика Мерит, свою давнюю любовь. За время его отсутствия она выкупила дом его родителей и жила в нём со своим сыном — сыном Синухета, зачатом в ту единственную ночь в Городе Мёртвых. Их сын, Тот, привык играть с лекарскими инструментами (которые Мерит также выкупила) и мечтал выучиться на врача, чтобы лечить бедных.
Они стали жить вместе и некоторое время были совершенно счастливы. Синухет открыл практику, и к нему валом повалили пациенты. Однажды среди прочих пришла и Нефер — обнищавшая и обезображенная болезнью. Она попыталась заплатить ему за лечение последним, что у неё осталось — ожерельем, подаренным Синухетом ей в их первую встречу, тем самым ожерельем, которым Эхнатон наградил лекаря за своё спасение от льва. Синухет не взял плату.
Спустя некоторое время Хоремхеб, не дожидаясь приказа фараона, поднял армию на бой против хеттов, правда, начал не с внешних врагов, а с внутренних — его воины отлавливали поклонников Атона на улице и убивали их. Синухет в это время был у царевны Бакетатон. По идее жрецов и Хоремхеба после смерти Эхнатона фараоном должен был стать Хоремхеб. Однако высокомерной царевне не нравилась перспектива быть женой сыродела, и она открыла Синухету тайну его рождения — за несколько недель до рождения Эхнатона одна из жен Аменхотепа III родила ему сына, однако, коварная Тия выкрала его и отправила плыть вниз по Нилу в тростниковой лодке. В знак доказательства истинности своих слов Бакетатон отвезла Синухета в гробницу фараона, и показала изображение их отца в юности — Синухет был точной его копией. А в это время в храме Атона лучники Хоремхеба расстреливали молящихся, среди которых была и Мерит. Прибежавший в последний момент Синухет успел только поймать сраженную стрелой любимую и закрыть ей, умершей у него на руках, глаза.
После этого он пошёл готовить яд для фараона. Он приготовил три бокала с ядом — для фараона, для Хоремхеба и для себя. Выпив предварительно противоядие, он вместе с Хоремхебом пошёл к Эхнатону. Эхнатон выпил яд и простил, умирая, своих убийц, рассказав напоследок, что Бог — везде, что можно убить всех людей, уничтожить все деревья, убрать с неба все звёзды — и так и не подобраться к Богу… Эти слова умирающего наконец ответили на давний вопрос «Почему?», который был задан много лет назад маленьким десятилетним мальчиком Синухетом, и освятили его в веру Эхнатона. Он не позволил Хоремхебу выпить яд, и сам не выпил. Хоремхеб стал фараоном, а Синухет стал проповедовать культ Атона среди бедняков. По триумфальному приёму в честь победы над хеттами, Синухет был пойман стражей и жрицами, и отведён на поклон к новоявленному фараону, где проповедует тому, что он последний фараон и с ним пришёл закат Египту. (Однако, исторически после того правили ещё более великие фараоны.) Хоремхеб, выслушав пророчество и помня старую дружбу, приказывает помиловать Синухета, но навсегда изгнать его за пределы Египта.